# فیبرینولیزین
فیبرینولیزین (به انگلیسی: Fibrinolysin)
رده درمانی: تمیزکننده موضعی زخم ها
اشکال دارویی: پماد موضعی

## موارد مصرف
فیبرینولیزین به صورت پماد موضعی با نام Plasmin در سوختگی خفیف، زخم‌های سطحی و هماتوم سطحی به کار میرود.

## مکانیسم اثر
آنزیم فیبرینولیزین به عنوان یک آنزیم تجزیه کننده از پلاسما مشتق شده‌است و موجب تجزیه فیبرین می‌شود.

## عوارض جانبی
مشکلات موضعی و التهاب یا واکنش بافتی، افزایش درد.